# العلاقات الطاجيكستانية الكوبية
العلاقات الطاجيكستانية الكوبية هي العلاقات الثنائية التي تجمع بين طاجيكستان وكوبا.

## مقارنة بين البلدين
هذه مقارنة عامة ومرجعية للدولتين:
| وجه المقارنة                                              | طاجيكستان                          | كوبا                              |
| --------------------------------------------------------- | ---------------------------------- | --------------------------------- |
| المساحة (كم2)                                             | 143.10 ألف                         | 109.88 ألف                        |
| عدد السكان (نسمة)                                         | 8.92 مليون                         | 11.48 مليون                       |
| الكثافة السكانية (ن./كم²)                                 | 62.33                              | 104.48                            |
| العاصمة                                                   | دوشنبه                             | هافانا                            |
| اللغة الرسمية                                             | اللغة الطاجيكية                    | اللغة الإسبانية                   |
| العملة                                                    | ساماني طاجيكي، الروبل الطاجيكستاني | بيزو كوبي، بيزو كوبي قابل للتحويل |
| الناتج المحلي الإجمالي (بليون دولار)                      | 7.15 مليار                         | 87.13 مليار                       |
| الناتج المحلي الإجمالي (تعادل القوة الشرائية) بليون دولار | 24.03 مليار                        |                                   |
| الناتج المحلي الإجمالي الاسمي للفرد دولار أمريكي          | 925                                |                                   |
| الناتج المحلي الإجمالي للفرد دولار أمريكي                 | 2.69 ألف                           |                                   |
| مؤشر التنمية البشرية                                      | 0.624                              | 0.769                             |
| رمز المكالمات الدولي                                      | +992                               | +53                               |
| رمز الإنترنت                                              | .tj                                | .cu                               |
| المنطقة الزمنية                                           | ت ع م+05:00                        | 00                                |

## منظمات دولية مشتركة
يشترك البلدان في عضوية مجموعة من المنظمات الدولية، منها:
| علم المنظمة | اسم المنظمة                   | تاريخ انضمام طاجيكستان | تاريخ انضمام كوبا |
| ----------- | ----------------------------- | ---------------------- | ----------------- |
|             | منظمة الشرطة الجنائية الدولية | ?                      | ?                 |
|             | الاتحاد البريدي العالمي       | ?                      | ?                 |
|             | يونسكو                        | 6 أبريل 1993           | 29 أغسطس 1947     |
|             | منظمة حظر الأسلحة الكيميائية  | ?                      | ?                 |
|             | الأمم المتحدة                 | 2 مارس 1992            | 24 أكتوبر 1945    |
|             | الاتحاد الدولي للاتصالات      | 28 أبريل 1994          | 16 يناير 1918     |

## وصلات خارجية
- موقع وزارة الخارجية الكوبية